# Халіт Ерґенч
Халіт Ерґенч (тур. Halit Ergenç; нар. 30 квітня 1970, Стамбул) — турецький танцівник та актор, відомий за роллю султана Сулеймана в турецькому серіалі Величне століття: Роксолана.

## Біографія
Народився у сім'ї актора Саїта Ерґенча. По закінченню 1989 року середньої школи вступив до Стамбульського технічного університету на факультет суднобудування. Однак вже через рік залишив технічний університет і вступив до Університету мистецтв Мімар Сінан (Стамбул). Під час навчання працював оператором персональних комп'ютерів та маркетологом. Працював танцівником і беквокалістом у команді поп-співачки Айди Пеккан. Грав у мюзиклах. У кіно з 1996 р.
Одружений із актрисою Бергюзар Корель; у пари двоє синів: Алі 2010 р. н. та Хан, народився 8 березня 2020 року.
Входить в топ-10 найоплачуваніших турецьких акторів кіно (гонорар за зйомку в одній серії «Величного століття» становить близько 115 тис. американських дол.).

## Фільмографія
| Рік     | Українська назва                   | Оригінальна назва             | Роль                |        |
| Фільми  | Фільми                             | Фільми                        | Фільми              | Фільми |
| ------- | ---------------------------------- | ----------------------------- | ------------------- | ------ |
| 2022    |                                    | Bir Varmış Bir Yokmuş Anadolu |                     |        |
| 2017    | Червоний Стамбул                   | İstanbul Kırmızısı            | Orhan               |        |
| 2016    | Алі та Ніно                        | Ali and Nino                  | Fatali Khan Khoyski |        |
| 2016    |                                    | Ve perde!                     |                     |        |
| 2014    |                                    | Kismet                        |                     |        |
| 2011    |                                    | Misafir                       | Oktay               |        |
| 2010    |                                    | Dersimiz: Atatürk             | Atatürk             |        |
| 2009    |                                    | Acı Aşk                       | Orhan Ataoğlu       |        |
| 2008    |                                    | Devrim Arabaları              | Uğur                |        |
| 2006    | Перше кохання                      | İlk Aşk                       | Kemal               |        |
| 2006    |                                    | Tramvay                       |                     |        |
| 2006    | Мережа 2.0                         | The Net 2.0                   | Ivanakov            |        |
| 2005    | Мій батько і мій син               | Babam ve Oğlum                | Özkan               |        |
| 2004    |                                    | Okul                          | Sebel Bey           |        |
| Серіали |                                    |                               |                     |        |
| 2025    | Якщо король програє                | Kral Kaybederse               | Кенан Баран         |        |
| 2021    | Дилема Азіза                       | Azizler                       | Necati              |        |
| 2020    | Розквіт імперій: Османська держава | Rise of Empires: Ottoman      |                     |        |
| 2020    | Вавилон                            | Babil                         | İrfan               |        |
| 2016    | Ти моя Батьківщина                 | Vatanım Sensin                | Cevdet              |        |
| 2011    | Величне століття. Роксолана        | Muhteşem Yüzyıl               | Сулейман Пишний     |        |
|         | Тисяча і одна ніч                  | Binbir Gece                   | Onur Aksal          |        |
| 2002    | Зерда                              | Zerda                         |                     |        |
| 1994    |                                    | Gülşen Abi                    | Berkay              |        |

## Нагороди та премії
| Рік  | Нагорода                         | Премія                                        | Проект                      | Результат |
| ---- | -------------------------------- | --------------------------------------------- | --------------------------- | --------- |
| 2007 | 34. Премія «Золотий метелик»     | Найкращий актор                               | Тисяча і одна ніч           | Перемога  |
| 2009 | Sadri Alışık Ödülleri            | Найкращий актор                               | Devrim Arabaları            | Перемога  |
| 2014 | 41. Премія «Золотий метелик»     | Найкращий актор                               | Величне століття. Роксолана | Перемога  |
| 2017 | 5. Bilkent TV Ödülleri           | Кращий драматичний актор                      | Vatanım Sensin              | Перемога  |
| 2017 | 1. Müzikonair Ödülleri           | Кращий актор телесеріалу                      | Vatanım Sensin              | Номінація |
| 2017 | 24. İTÜ EMÖS Başarı Ödülleri     | Найуспішніший чоловічий серіальний актор року | Vatanım Sensin              | Номінація |
| 2017 | 11. GSÜ EN Ödülleri              | Кращий актор телесеріалу/фільму               | Vatanım Sensin              | Перемога  |
| 2017 | 4. Mersin Altın Palmiye Ödülleri | Телеактор року                                | Vatanım Sensin              | Номінація |
| 2017 | 6. Fashion T Moda Ödülleri       | Найуспішніший актор року                      | Vatanım Sensin              | Перемога  |
| 2017 | 16th Lux Style Awards            | Ікона року                                    | Величне століття. Роксолана | Перемога  |